# Șimleu Silvaniei
Șimleu Silvaniei (în maghiară Szilágysomlyó, în traducere Șimleu Sălajului, în germană Schomlenmarkt, în idiș שאמלויא, Shamloya) este un oraș în județul Sălaj, Transilvania, România, format din localitățile componente Bic, Cehei, Pusta și Șimleu Silvaniei (reședința). Conform recensământului din anul 2011, Șimleu Silvaniei are o populație de 14.436 locuitori.

## Geografie
Situat în nord-estul regiunii istorice Crișana, în partea de vest a județului Sălaj, la o distanță de 29 km față de municipiul Zalău, orașul Șimleu Silvaniei cu localitățile rurale componente, Bic, Cehei și Pusta, se întinde pe o suprafață de 62,26 km2 în depresiunea Șimleului, sub Măgura Șimleului, în bazinul hidrografic al Crasnei, lângă vechea așezare dacică Dacidava.

## Istoric
- Descoperirile arheologice făcute pe teritoriul administrativ al orașului au scos la lumină un bogat material ce a aparținut populației iazige. Două tezaure formate din piese de aur descoperite la Șimleu, datate din secolul al V-lea, se află în prezent expuse la muzeele de istorie din Viena și Budapesta.
- În 2023 arheologii Muzeului Județean de Istorie și Artă Zalău au descoperit trei morminte dacice de incinerație pe Măgura Șimleului, lângă Șimleu Silvaniei împreună cu artefacte din fier, bronz și argint, o lance.[4]
- Localitatea a fost atestată prima dată documentar în anul 1251 când, într-un act emis la Alba Iulia, se amintește de Vathasomlyowa, prima denumire cunoscută a localității; în 1429 devine târg și este cunoscut sub denumirea de oppidum Somllyo, iar la 1854 este cunoscut ca Szilágy-Somlyó.
- Istoria medievală a Șimleului este strâns legată de familia Báthory, care a jucat roluri importante în istoria Transilvaniei. Cetatea Șimleu intră în posesia familiei mai sus amintite în urma căsătoriei lui Ladislau Báthory cu Anna Medgyesaljai, în anul 1351.
- Cetatea Șimleului a fost de-a lungul istoriei reședința principilor ardeleni din familia Báthory, fiind teatru de război pentru armatele turcești, care în anul 1660 au incendiat orașul. A fost și un centru important, vizat de răsculații curuți și locul de unde generalul Iosif Bem a pornit, în anul 1848, acțiunile militare pentru ocuparea orașelor de pe Someș: Jibou, Dej și Cluj.
- În anul 1810 a fost înființat Vicariatul Silvaniei, iar orașul a devenit un centru al intelectualității românești, găzduind o școală primară românească, departamentul sălăjean al Astrei, tipografia românească Victoria etc., aflându-se sub îndrumarea lui Simion Bărnuțiu.
- În anul 1825 s-a deschis gimnaziul călugărilor minoriți din Șimleu Silvaniei, monument istoric care adăpostește în prezent internatul Colegiului Tehnic „Iuliu Maniu”.
- În 1916 s-a inaugurat noua clădire a gimnaziului romano-catolic, în care a fost deschis primul liceu românesc din Sălaj, în anul 1919.

## Demografie
Componența etnică a orașului Șimleu Silvaniei
     Români (55,69%)
     Maghiari (15,54%)
     Romi (13,16%)
     Alte etnii (0,29%)
     Necunoscută (15,33%)
Componența confesională a orașului Șimleu Silvaniei
     Ortodocși (45,74%)
     Reformați (10,98%)
     Baptiști (9,47%)
     Romano-catolici (6,38%)
     Penticostali (5,21%)
     Greco-catolici (5,16%)
     Alte religii (1%)
     Necunoscută (16,05%)
Conform recensământului efectuat în 2021, populația orașului Șimleu Silvaniei se ridică la 13.948 de locuitori, în scădere față de recensământul anterior din 2011, când fuseseră înregistrați 14.436 de locuitori. Majoritatea locuitorilor sunt români (55,69%), cu minorități de maghiari (15,54%) și romi (13,16%), iar pentru 15,33% nu se cunoaște apartenența etnică. Din punct de vedere confesional, cei mai mulți locuitori sunt ortodocși (45,74%), cu minorități de reformați (10,98%), baptiști (9,47%), romano-catolici (6,38%), penticostali (5,21%) și greco-catolici (5,16%), iar pentru 16,05% nu se cunoaște apartenența confesională.
La recensământul din 1930 au fost înregistrați 7.448 de locuitori, din care 3.434 maghiari (46,1%), 2.340 români (31,4%), 1.526 evrei (20,4%) etc. Sub aspect confesional populația era alcătuită din 2.159 greco-catolici (28,9%), 1.817 reformați (24,3%), 1.738 romano-catolici (23,3%), 1.568 mozaici (21,0%), 126 ortodocși (1,6%) etc.
|  | Graficele sunt indisponibile din cauza unor probleme tehnice. Mai multe informații se găsesc la Phabricator și la wiki-ul MediaWiki. |

Date: Recensăminte sau birourile de statistică - grafică realizată de Wikipedia

## Politică și administrație
Orașul Șimleu Silvaniei este administrat de un primar și un consiliu local compus din 17 consilieri. Primarul, Mihai-Cristian Lazar[*], de la Partidul Național Liberal, este în funcție din 2021. Începând cu alegerile locale din 2024, consiliul local are următoarea componență pe partide politice:
|  | Partid                                 | Consilieri | Componența Consiliului | Componența Consiliului | Componența Consiliului | Componența Consiliului | Componența Consiliului | Componența Consiliului | Componența Consiliului | Componența Consiliului | Componența Consiliului | Componența Consiliului |
|  | -------------------------------------- | ---------- | ---------------------- | ---------------------- | ---------------------- | ---------------------- | ---------------------- | ---------------------- | ---------------------- | ---------------------- | ---------------------- | ---------------------- |
|  | Partidul Național Liberal              | 10         |                        |                        |                        |                        |                        |                        |                        |                        |                        |                        |
|  | Partidul Social Democrat               | 4          |                        |                        |                        |                        |                        |                        |                        |                        |                        |                        |
|  | Uniunea Democrată Maghiară din România | 3          |                        |                        |                        |                        |                        |                        |                        |                        |                        |                        |

## Economie
- Alături de municipiul Zalău, orașul Șimleu Silvaniei este un important centru economic al județului Sălaj. Industria prelucrării lemnului, industria textilă și industria alimentară sunt bine reprezentate în oraș, iar activitățile sectorului terțiar au căpătat în ultimii ani ponderi din ce în ce mai însemnate.
- Calitatea șampaniei produsă la Șimleul Silvaniei, a dus faima acestui oraș, atât în țară, cât și în străinătate.

## Obiective turistice

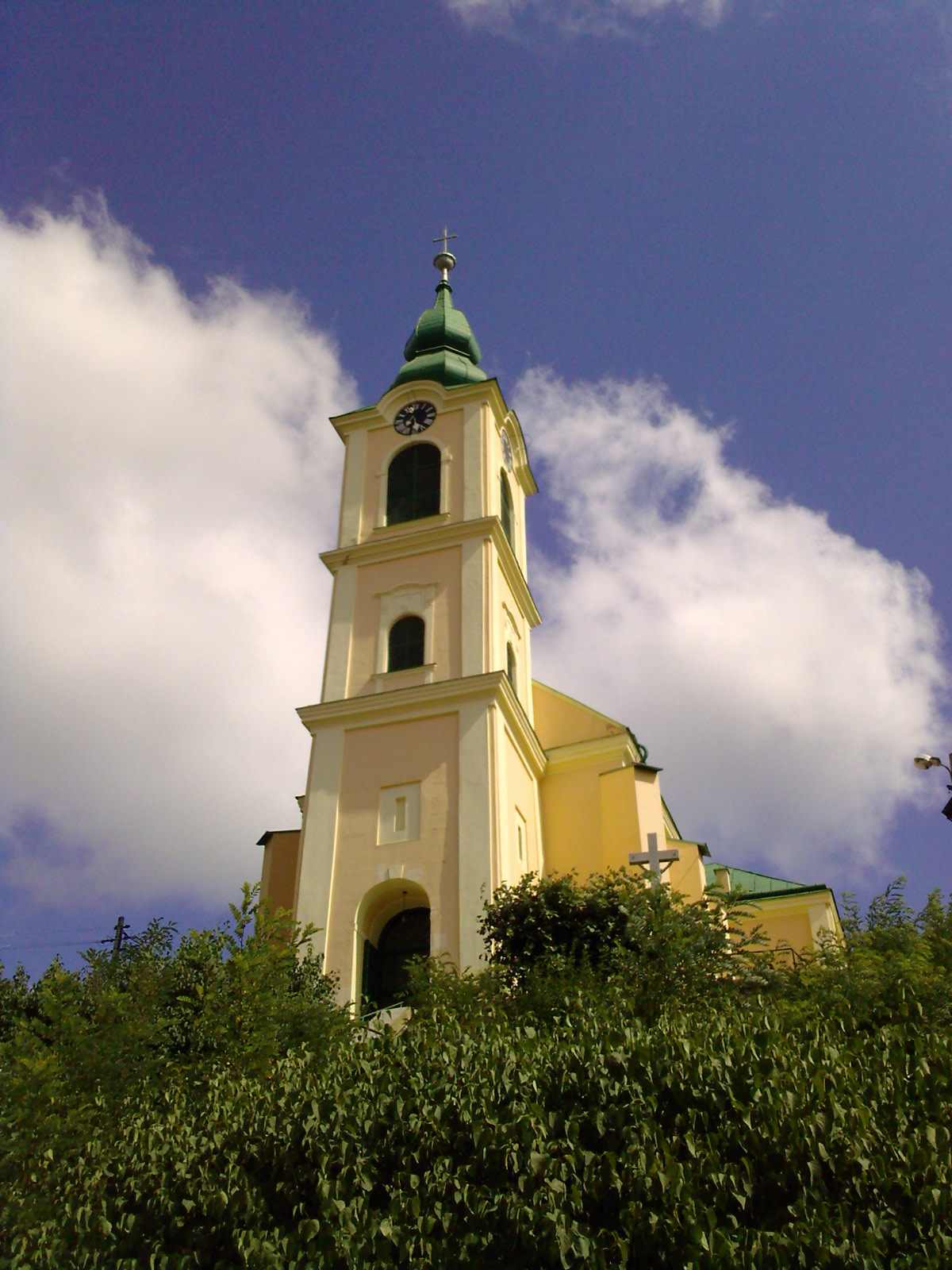
Biserica romano-catolică din Șimleu Silvaniei

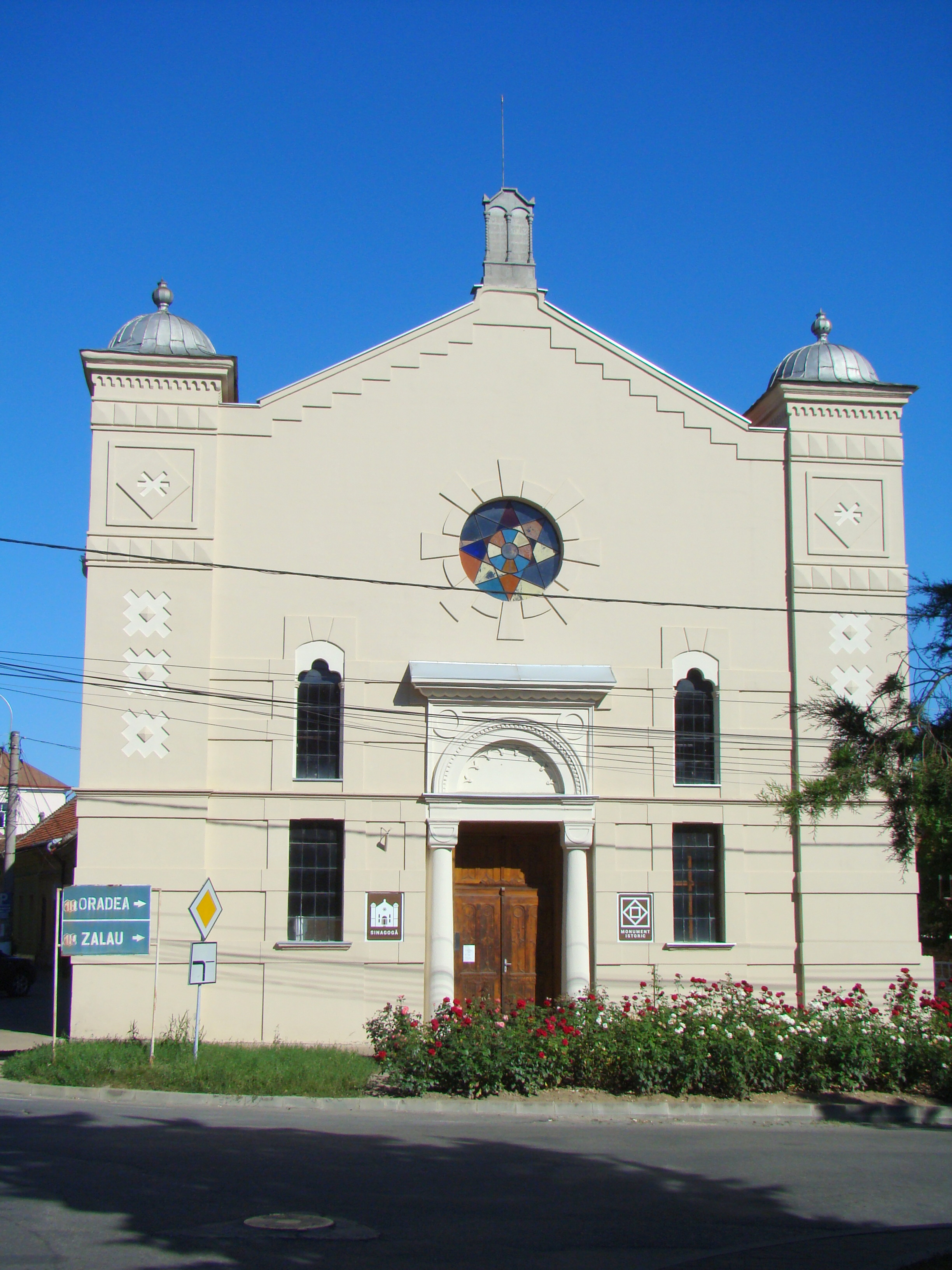
Sinagoga din Șimleu Silvaniei, construită în anul 1876 și transformată în primul Muzeu al Holocaustului din România

- Ruinele cetății Báthory (secolul XVI), de fapt un castel rezidențial, a fost un interesant reprezentant al arhitecturii renascentiste din Transilvania. Este alcătuit din două incinte fortificate, construite în două etape. Aflat azi în ruină, castelul păstrează pavilionul porții, cu două nivele, deasupra gangului boltit. Se mai păstrează de asemenea două turnuri, un bastion și o parte din zidurile de apărare. În 2007 au avut loc săpături arheologice în vederea unei restaurări și eventuale puneri în valoare a sitului arheologic.[11]
- Biserica „Intrarea în Biserică a Maicii Domnului” construită în anii 1871-1873.
- Biserica Romano-Catolică (datează din 1532), construită în stil gotic, supraînălțată în 1892.[11]
- Biserica reformată, construcție 1730, monument istoric.
- Sinagoga, construită în anul 1876 și transformată în primul Muzeu al Holocaustului din Transilvania de Nord. Inaugurarea muzeului a avut loc în 2005.[11]
- În apropierea orașului, la 3 km, se află Mănăstirea Bic, care este un loc de pelerinaj și un atractiv punct turistic, unic în regiune.
- Orașul este, de asemenea, cunoscut prin celebra fabrică de champagne, ale cărei galerii subterane se întind pe 3,5 km.
- Gimnaziul călugărilor minoriți din Șimleu Silvaniei, în prezent internatul Grupului școlar „Iuliu Maniu”
- Biserica ortodoxă „Sfinții Apostoli” din Cehei (1765).
- Orașul este așezat la poalele dealului Măgura, unde în epoca dacică a existat cetatea Dacidava, zona fiind locuită de dacii liberi. Pe același amplasament, în evul mediu a fost construită o fortificație din lemn și pământ. Ruinele, vizibile azi, aparțin ultimei faze de piatră a cetății, datate după toate probabilitățile între 1315-1317 (prima fază de piatră aparținând celei de a doua jumătăți a secolului al XIII-lea). Tot aici au fost descoperite mai multe vestigii arheologice, printre care și două tezaure de argint și unul de aur, care acum se află la Viena.
- Biserica reformată, ridicată în anul 1730.[11]
- Panorama de pe înălțimile Măgurii Șimleului, spre depresiune,
- Balta Cehei, rezervație naturală
- Ștrandul termal „Broscăria”, situat la doar 5 km de oraș. Funcționează cu apă termală, pe parcursul întregului an.[11]

## Personalități

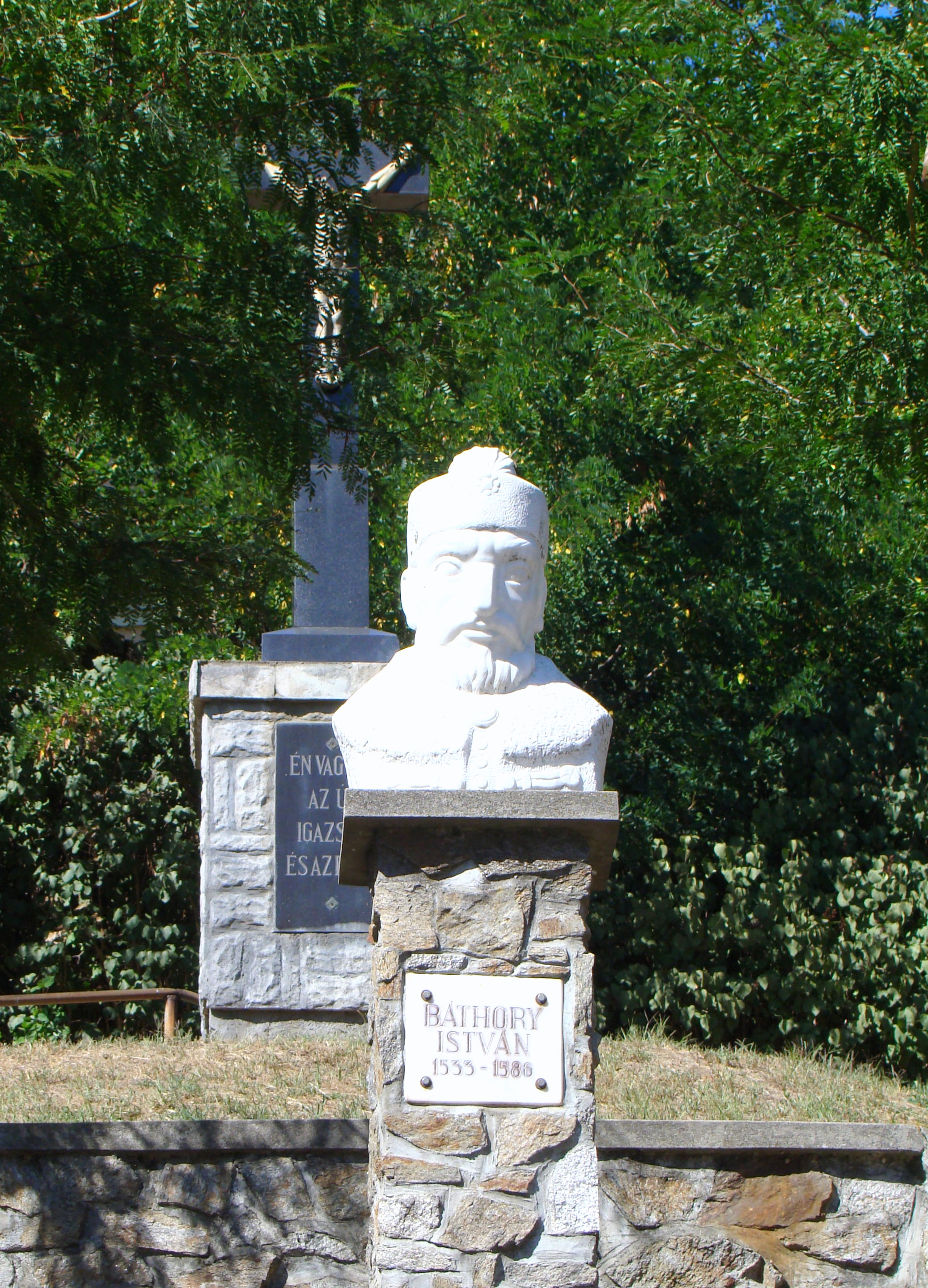
Bustul lui Ștefan Báthory

- Ștefan Báthory (1533 - 1586), principe al Transilvaniei și rege al Poloniei;
- Sofia Báthory (? - 1680), nepoata lui Gabriel Báthory și soția lui Gheorghe Rákóczi al II-lea;
- Cassiu Maniu (1867 - 1943), avocat, profesor, filozof și jurnalist;
- Iuliu Maniu (1873 - 1953), politician, membru de onoare al Academiei Române;
- Ioan Ossian (1885 - 1953); un liceu din oraș îi poartă numele[12];
- Simion Oros (1885 - 1972), pedagog, gazetar, literat, om de cultură din Transilvania.
- Kristóf Báthory (1530 - 1581), voievod al Transilvaniei.
- Cornelia Maniu (1876 - 1956), delegat în Marea Adunare Națională de la Alba Iulia 1918
- György Bölöni (1882 - 1959), jurnalist;
- Miklós Nyiszli (1901 - 1956), medic, supraviețuitor al deportării în lagărele naziste de exterminare, autor al "Am fost medic la Auschwitz";
- Joe Pasternak (1901 - 1991), realizator de filme, emigrat în SUA.
- Ionel Cheregi (1910 - 1980) publicist, debutul în anul 1927 la "Gazeta de Duminecă"
- Ladislau Hosszú (1913 - 1983), preot romano-catolic, ordinarius în dioceza din Oradea;
- Zoltan Farmati (1924 - 2006), fotbalist, jucător de legendă al clubului UTA Arad;
- Francisc Deak (n. 1927), jurnalist;
- Elly Gross (n. 1929), supraviețuitoare a Holocaustului, despre care a scris diverse lucrări;
- Ion Gheție (1930 - 2004), lingvist, filolog;
- Ioan Pușcaș (1932 - 2015), medic gastroenterolog; a descoperit un tratament foarte eficace pentru ulcer gastric; Cetățean de Onoare al orașului;
- Alexandru Jula (1934 - 2018), interpret de muzică ușoară;
- Iosif Szakács (n. 1934), fotbalist;
- Ludovic Szakács (1935 - 1998), fotbalist;
- Dumitru Corbeanu (1947 - 2014), profesor, scriitor.
- Andras Levente Fekete Szabó (n. 1953), senator;
- Mirel Taloș (n. 1973), politician, prozator și  memorialist literar, autor al romanului 'Undeva in Transilvania', 2019;
- Szabó Ödön (n. 1975), politician UDMR.

## Cetățeni de onoare
1. Prof. univ. Dr. Ioan Pușcaș
2. Vida Iuliu
3. Takács Constantin Nicolae
4. Ing. Bilț Ioan Cristian

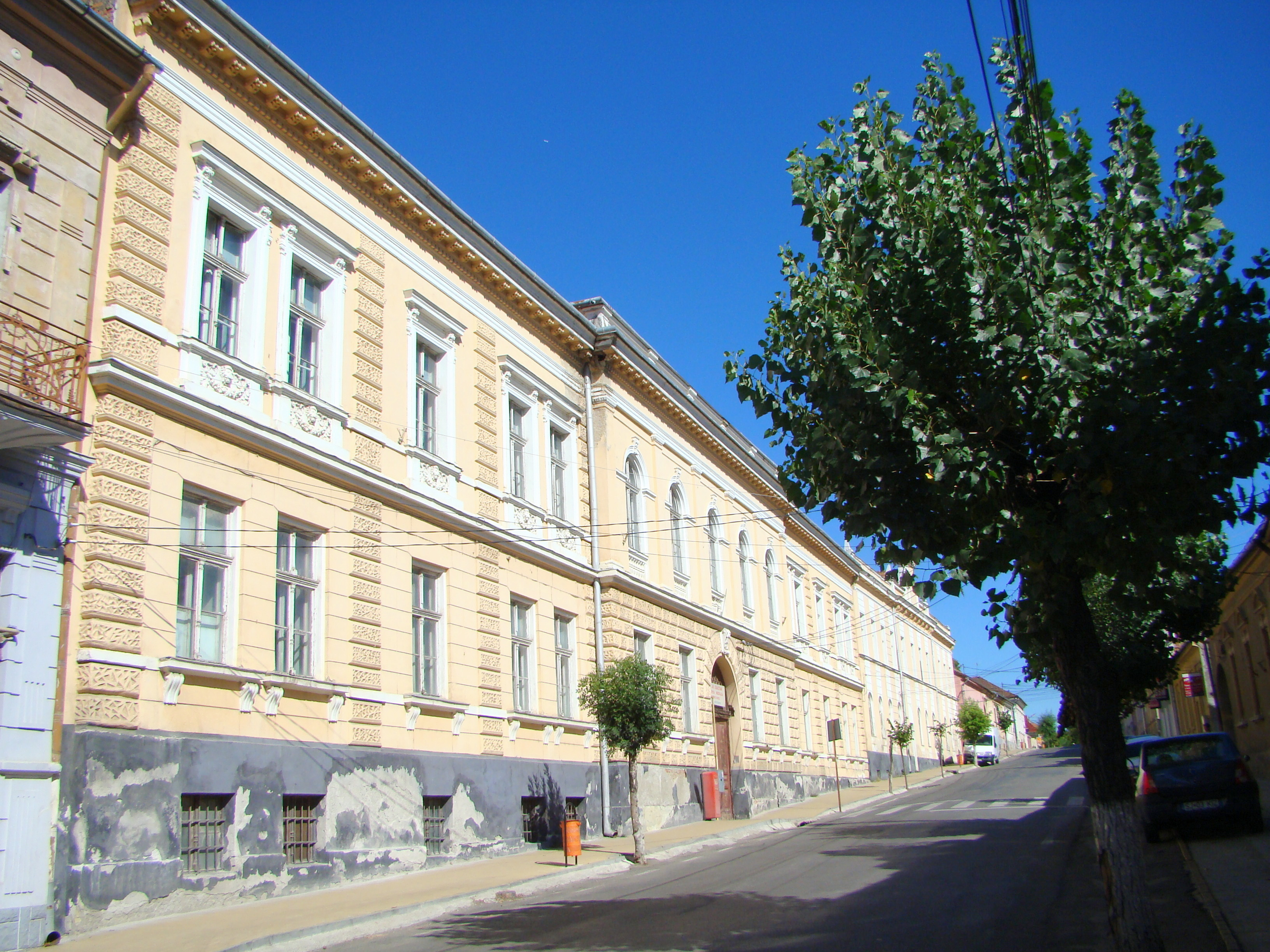
Centrul de Cercetări și Asistență Medicală din Șimleu Silvaniei, clădire monument istoric, în care a activat Prof. univ. Dr. Ioan Pușcaș

5. Dirijorul și compozitorul Marius Cuteanu
6. Dr. Veress Ștefan
7. Prof. Fodor Lászlo
8. Dr. Ioan Ossian
9. Dan Ben Eliezer
10. Maica stareta Marina
11. Ioan Pop

## Localități înfrățite
- Szarvas, Ungaria
- Nyírbátor, Ungaria
- Albertirsa, Ungaria
- Petah Tikva, Israel
- Rîșcani, Republica Moldova

## Imagini

Șimleu Silvaniei (desen din sec. XIX)
Șimleu Silvaniei (Strada Primăriei; înc. sec. XX)
Șimleu Silvaniei (sinagoga; înc. sec. XX)
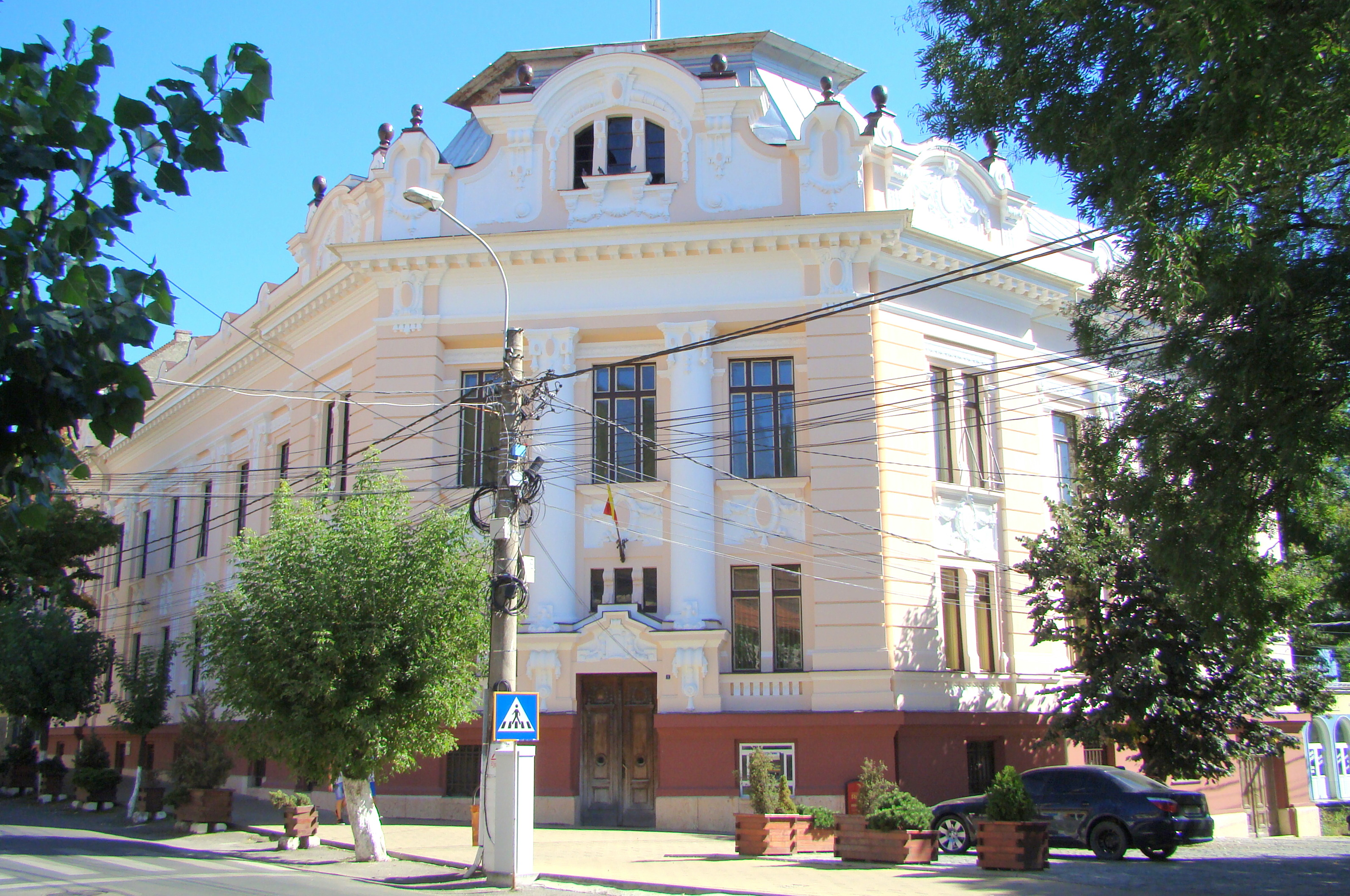
Judecătoria Șimleu Silvaniei (monument istoric, fosta „Bancă Silvania”)
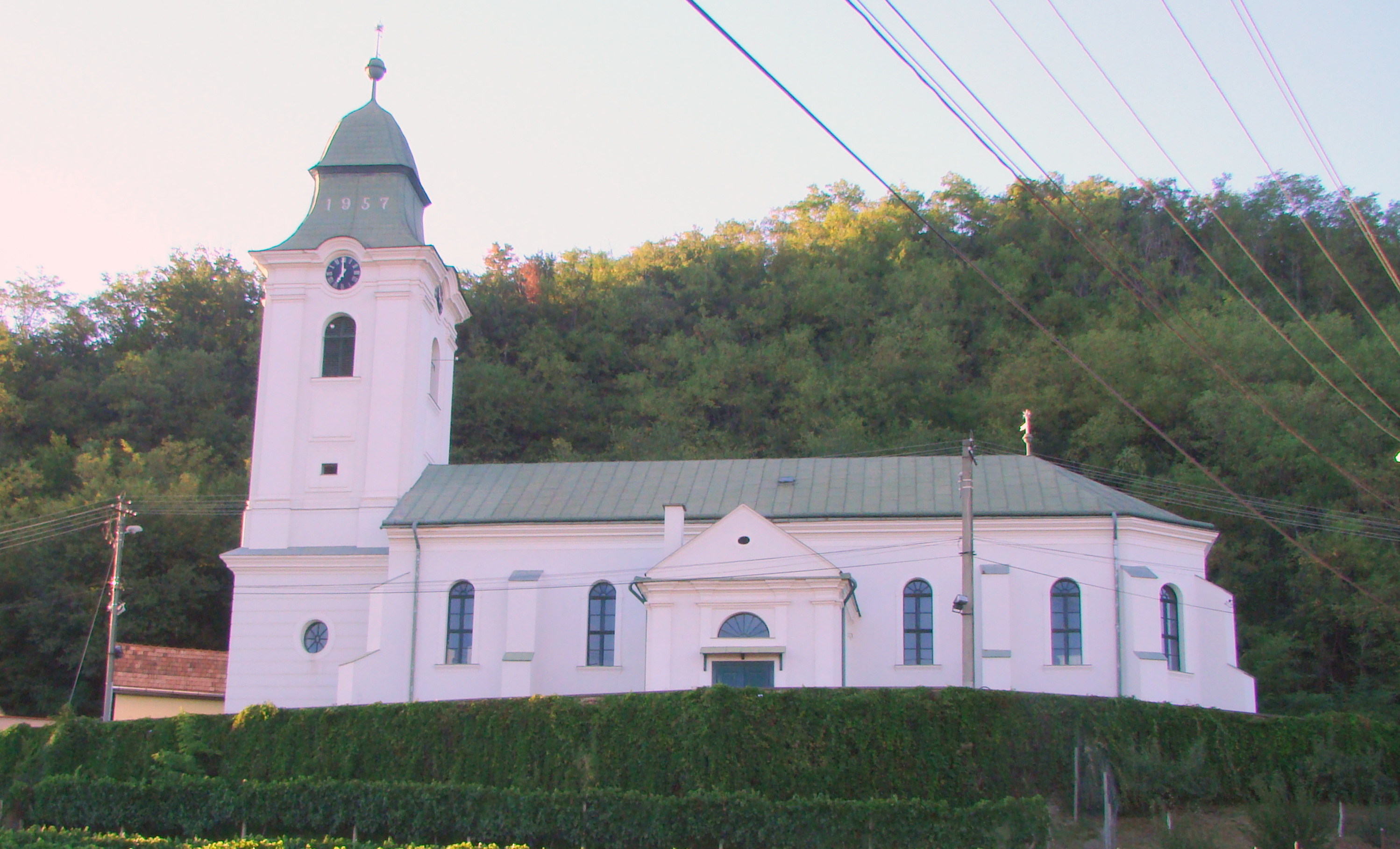
Biserica reformată (monument istoric)
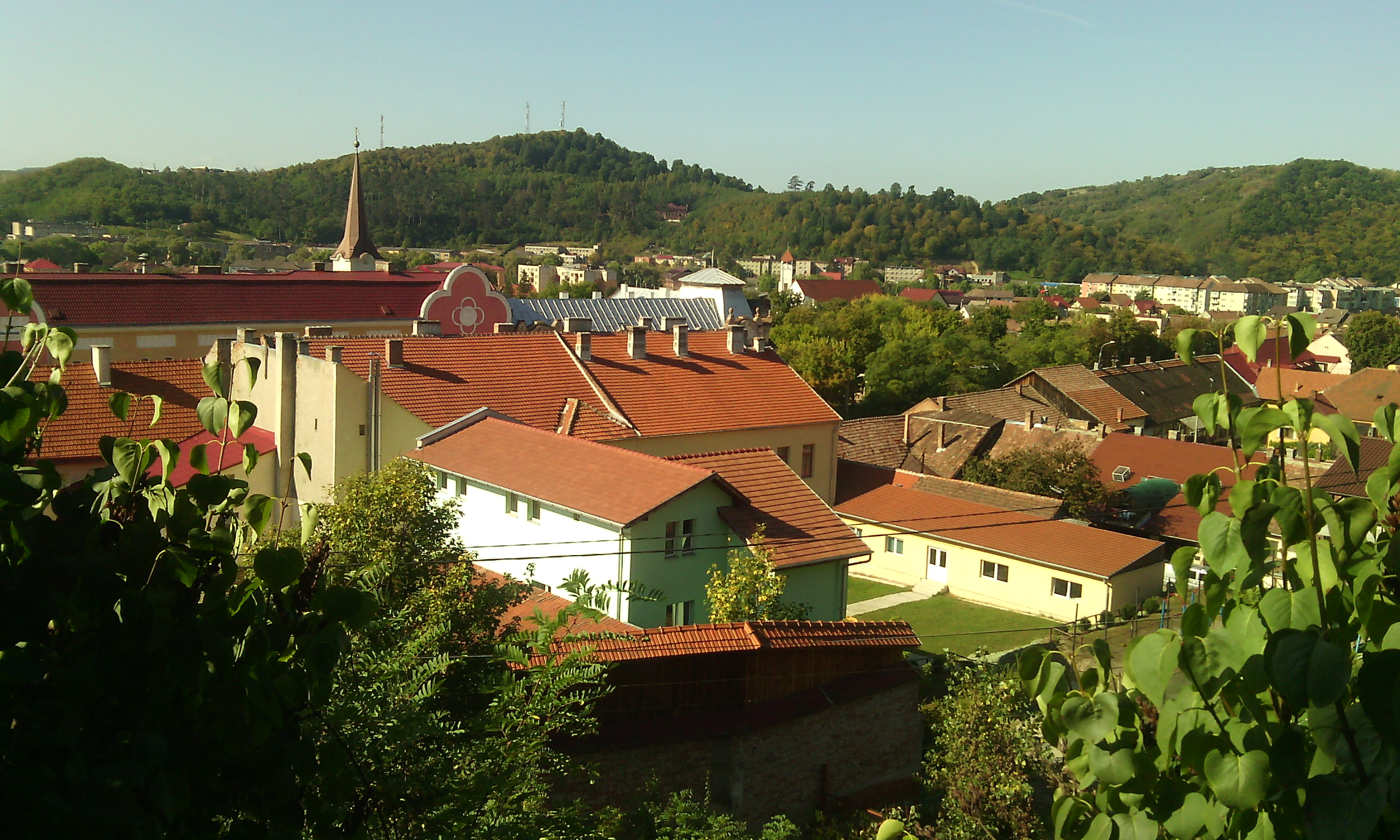
Șimleu Silvaniei (vedere de ansamblu)
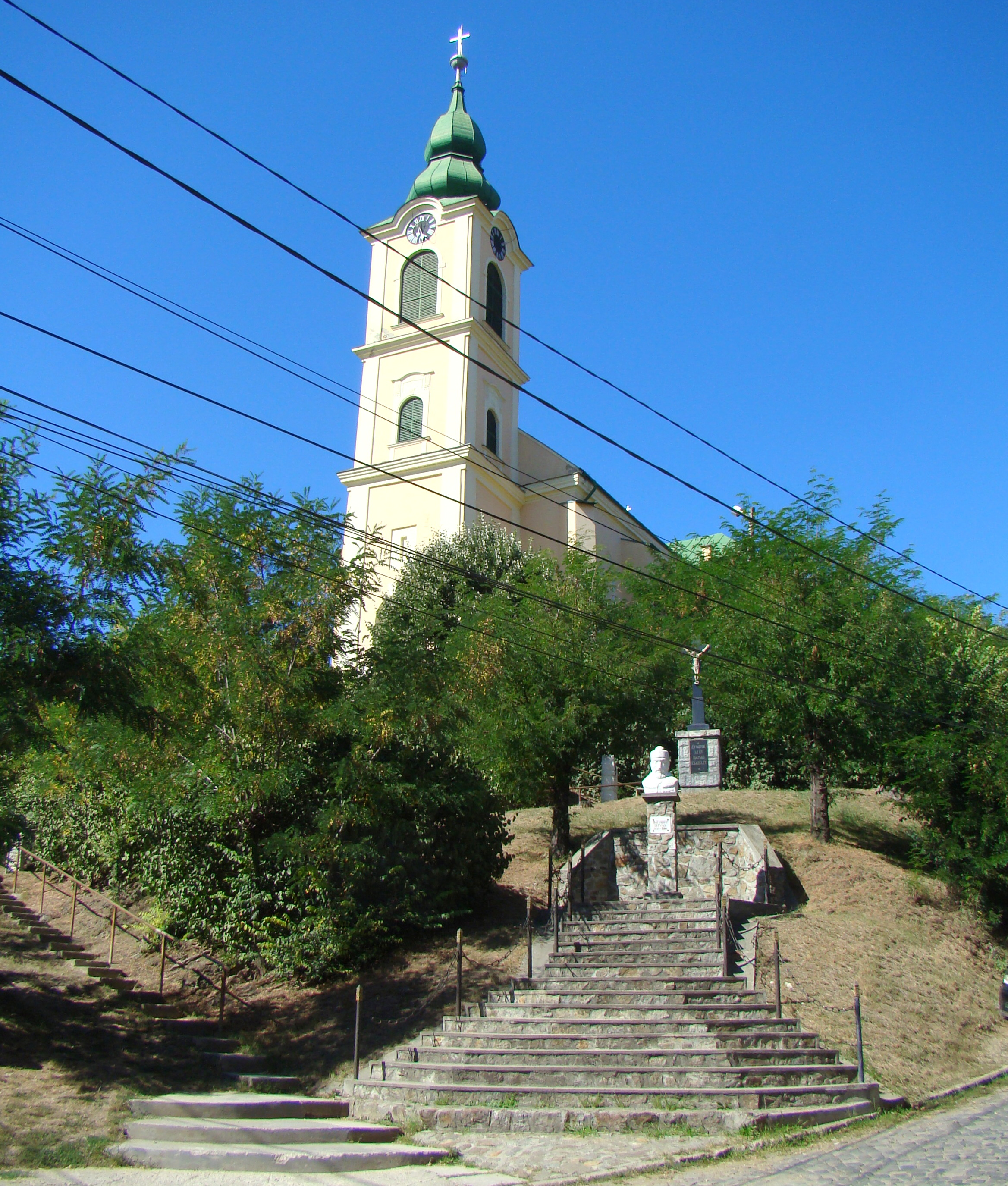
Biserica Romano-Catolică
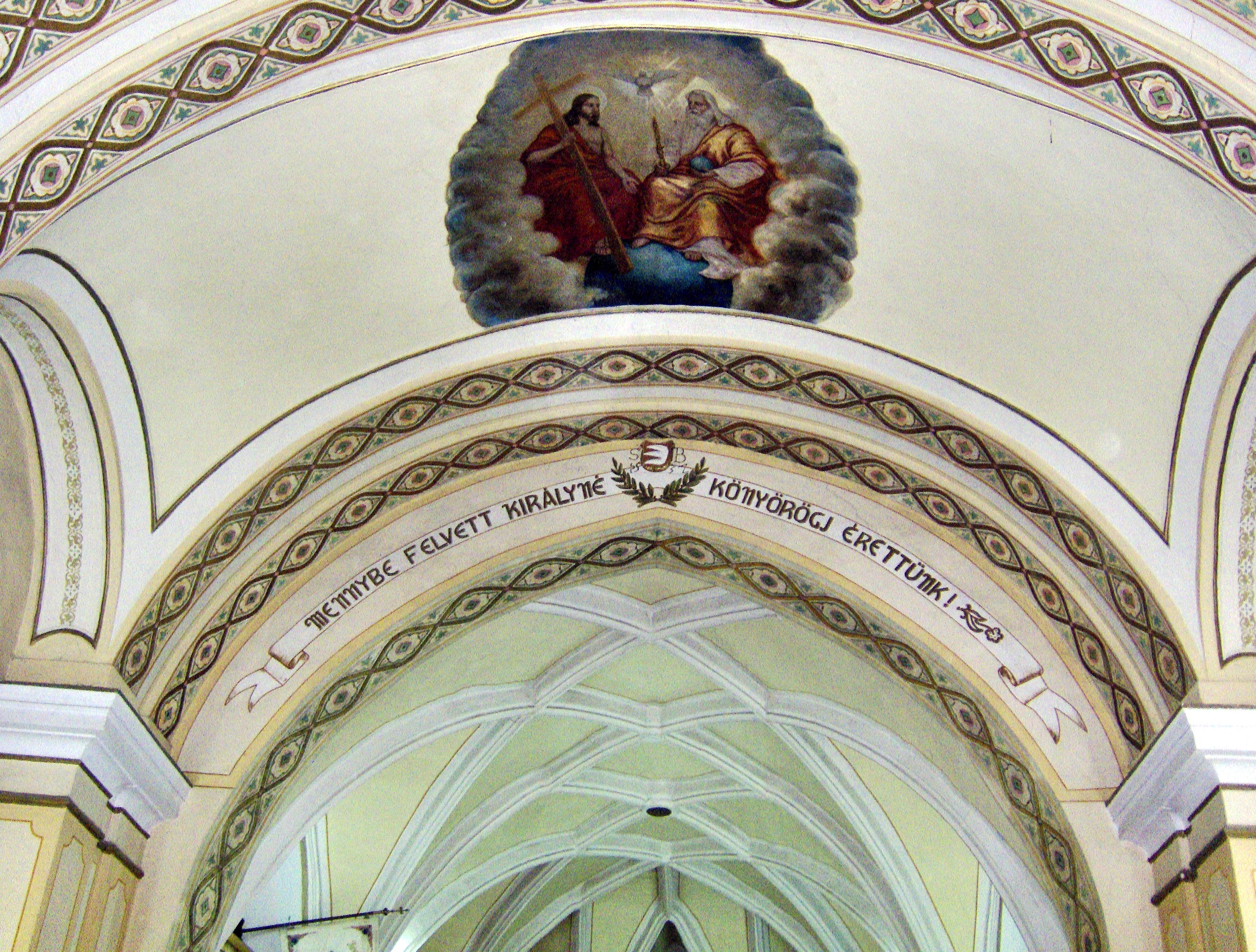
Biserica Romano-Catolică
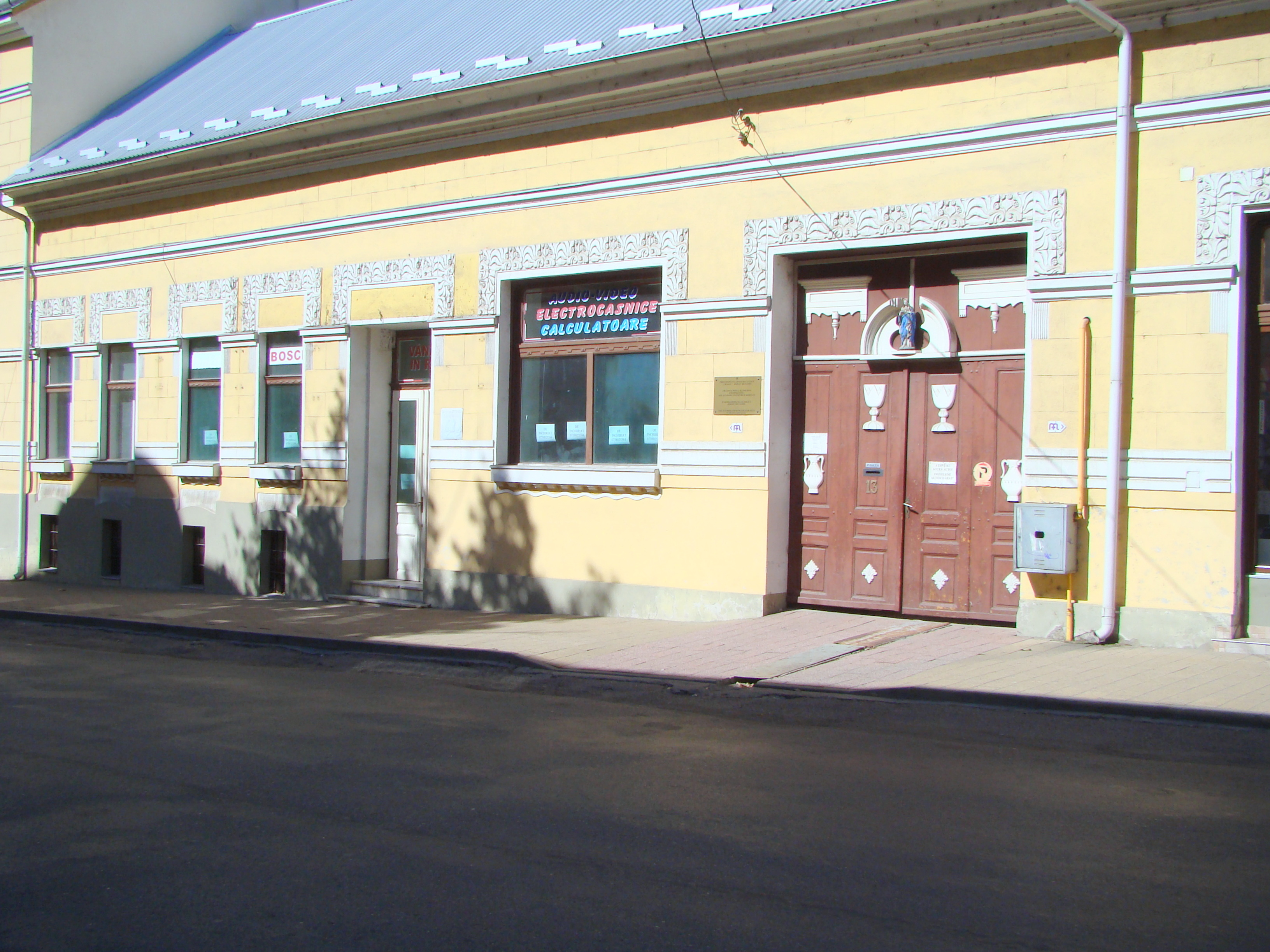
Parohia romano-catolică
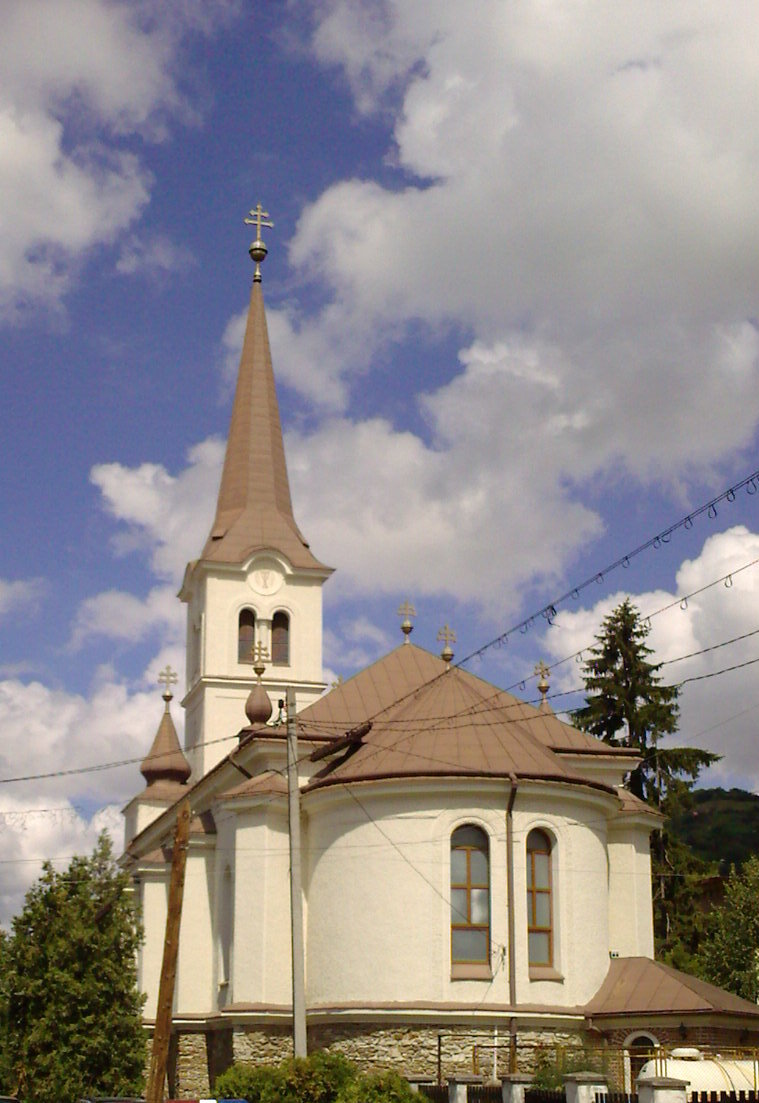
Biserica „Intrarea în Biserică a Maicii Domnului”
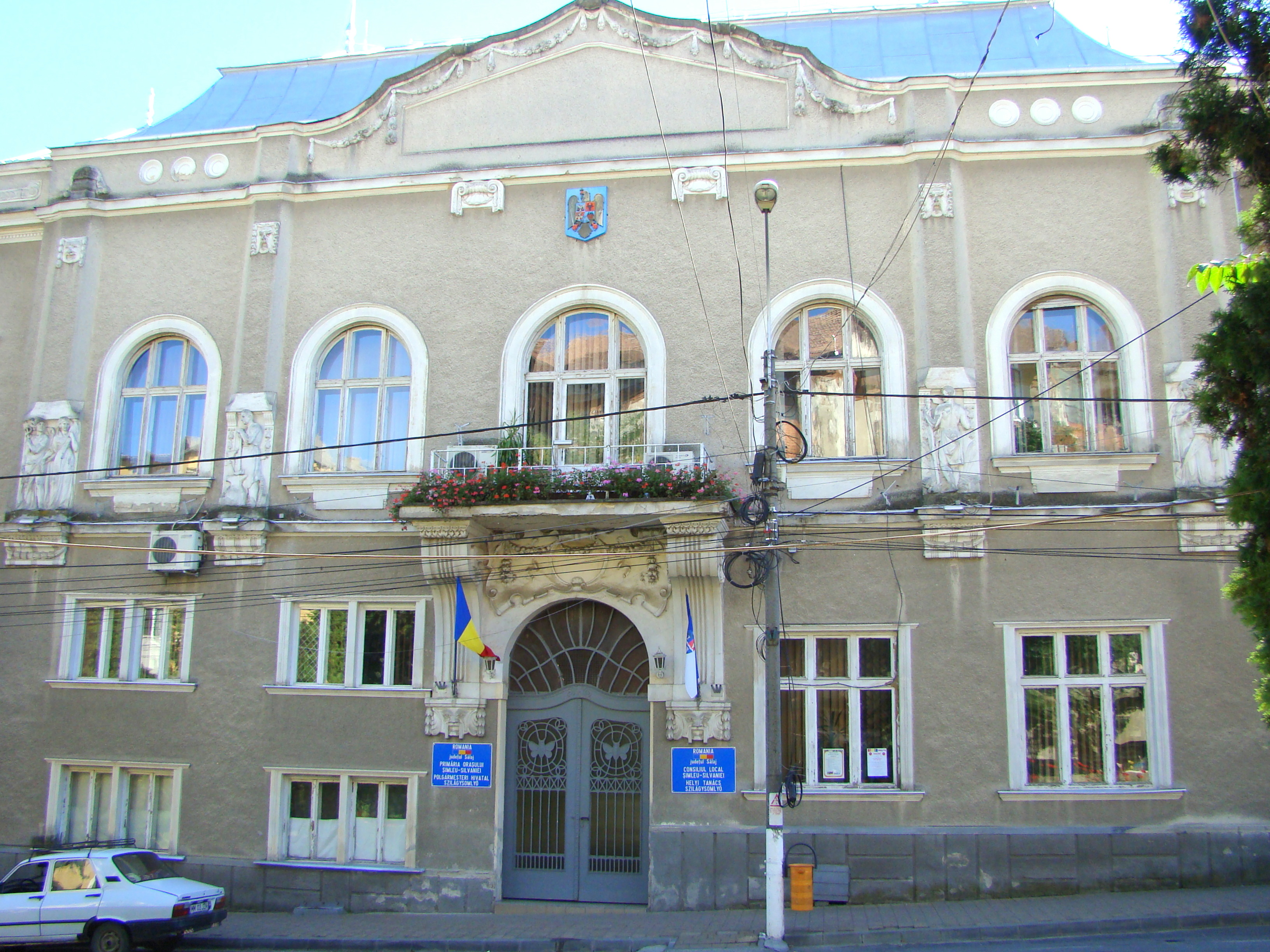
Primăria orașului
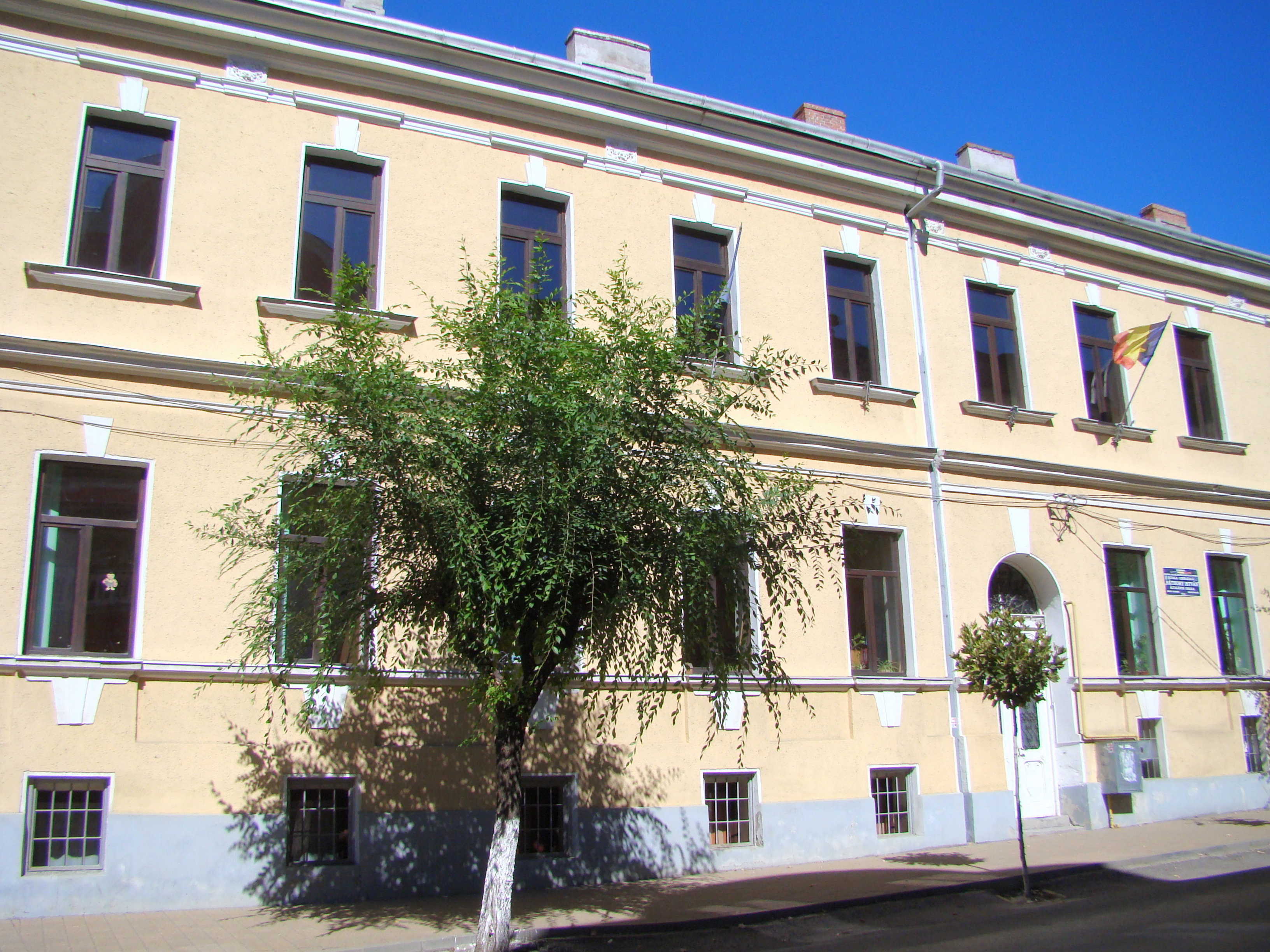
Școala gimnazială „Báthory István”
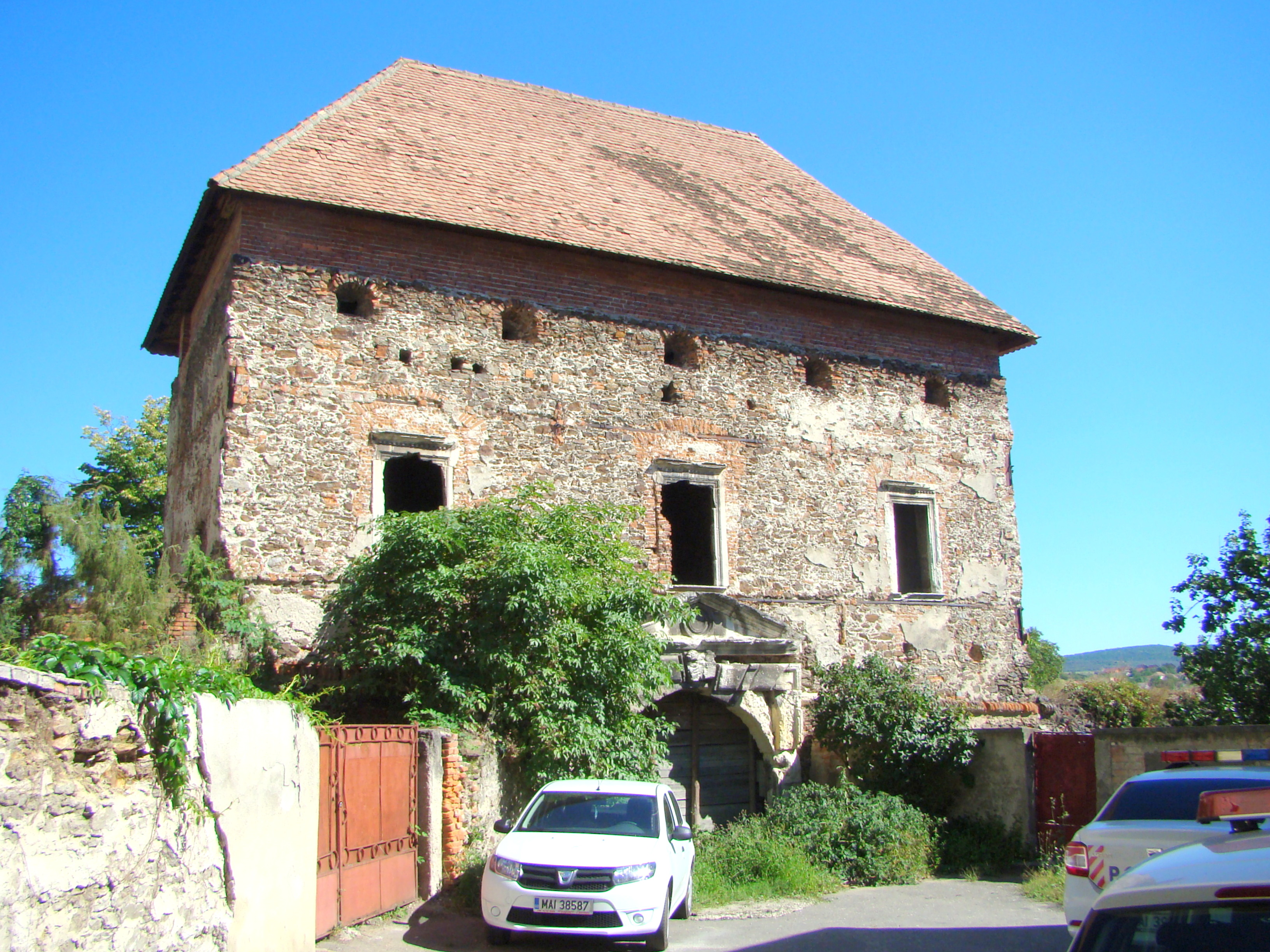
Castelul Báthory
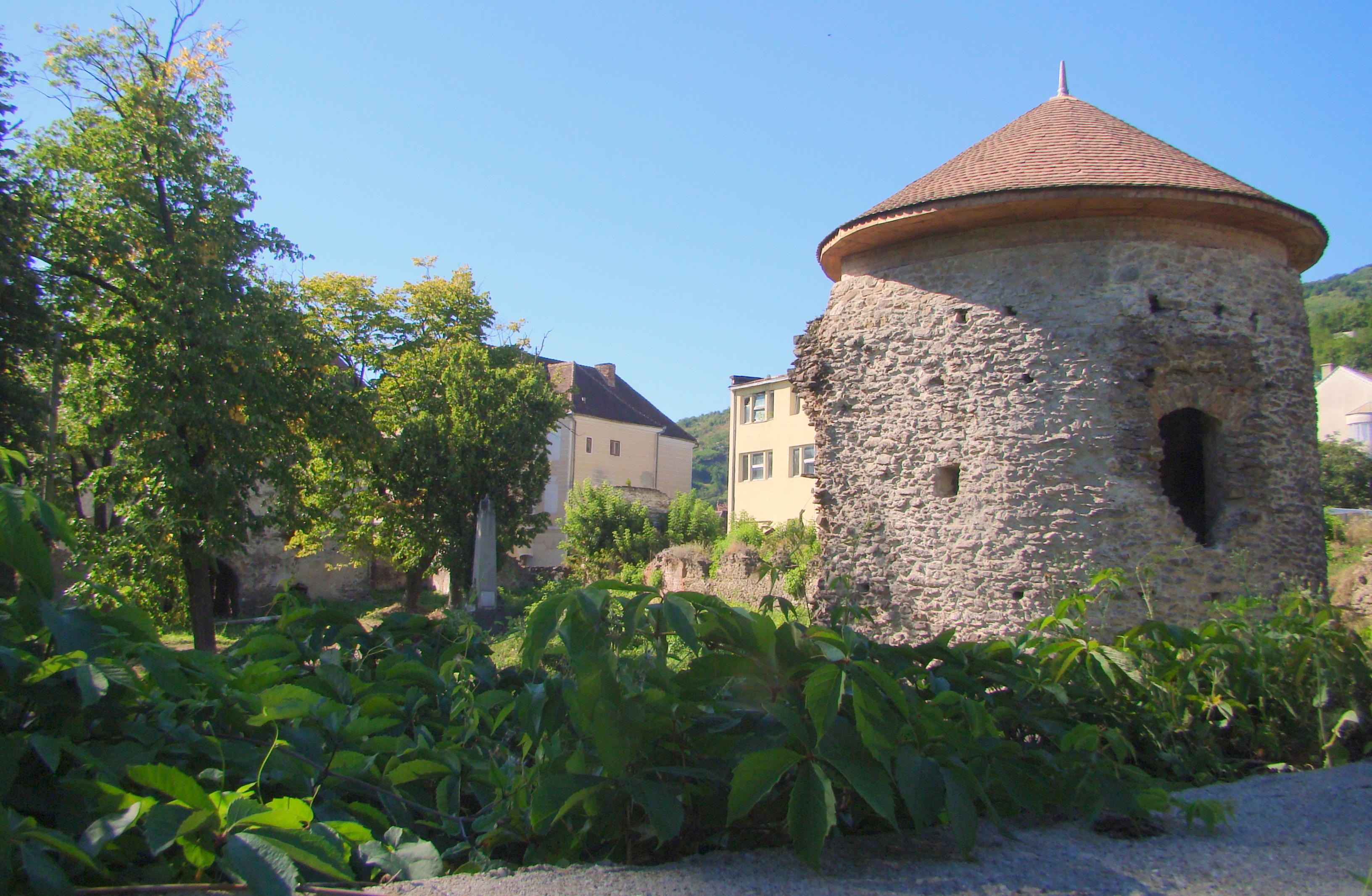
Castelul Báthory
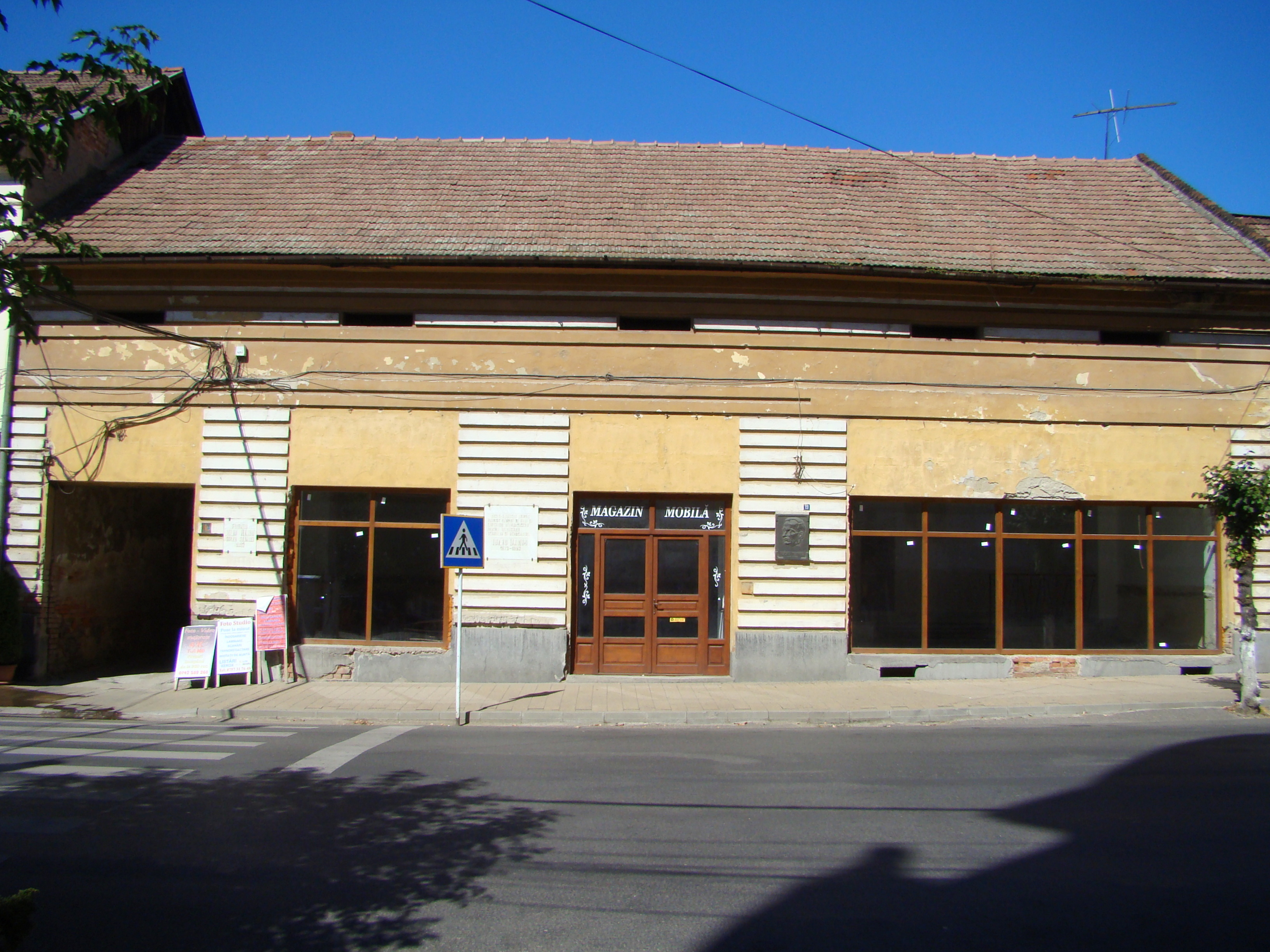
Casa memorială „Iuliu Maniu” (monument istoric)
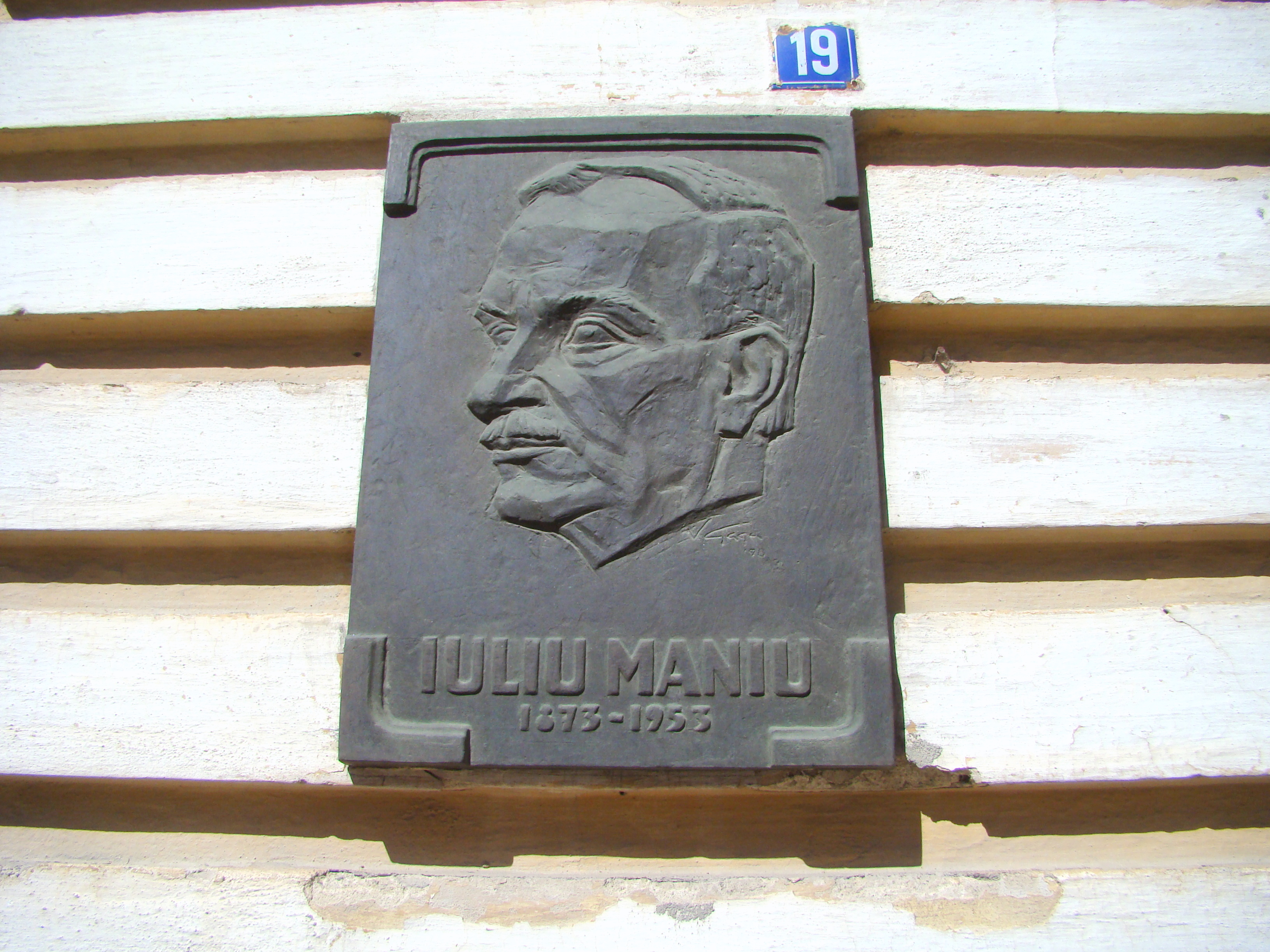
Placa comemorativă
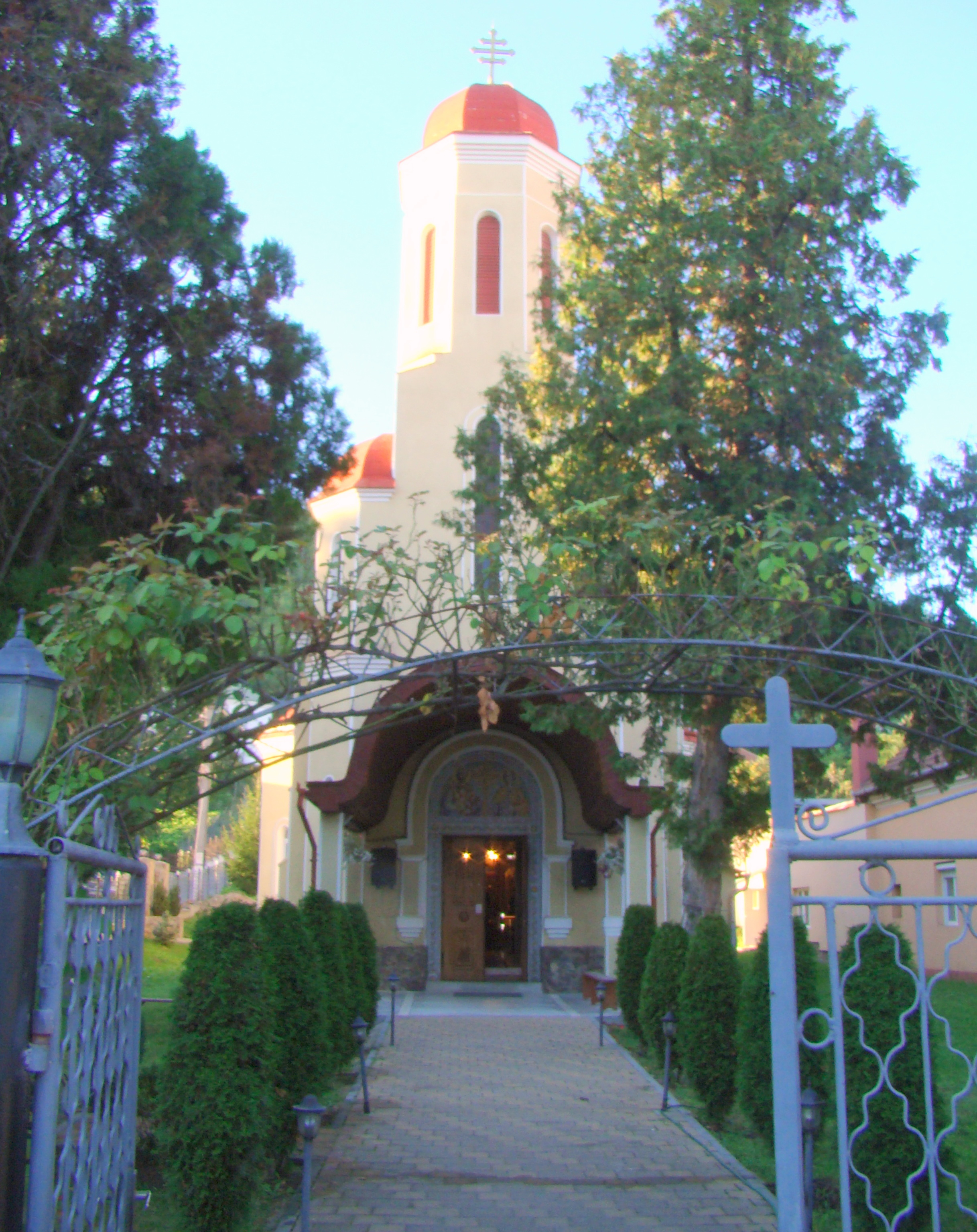
Biserica ortodoxă Sfinții Împărați din Șimleu Silvaniei
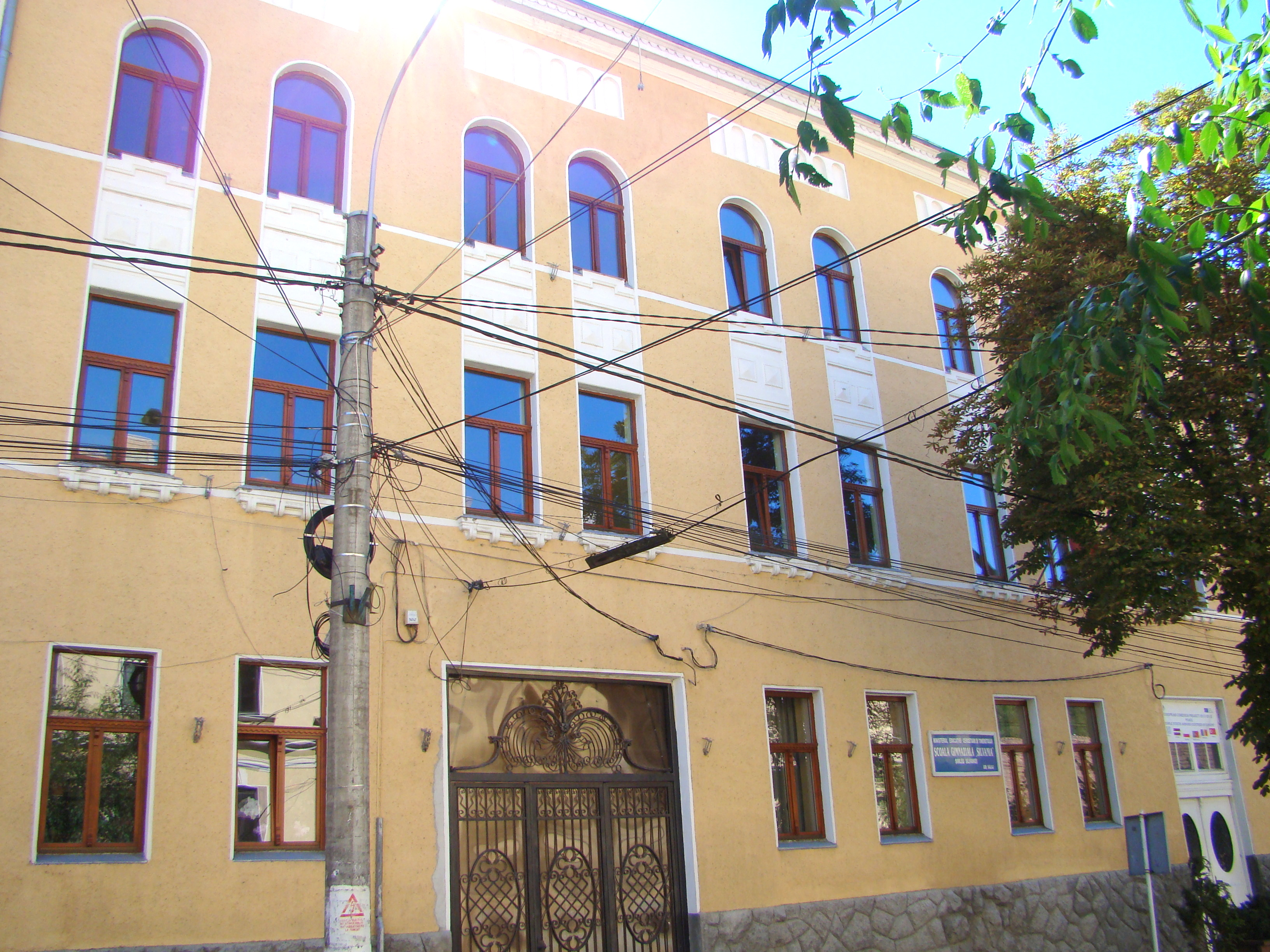
Școala Gimnazială „Silvania” (monument istoric)
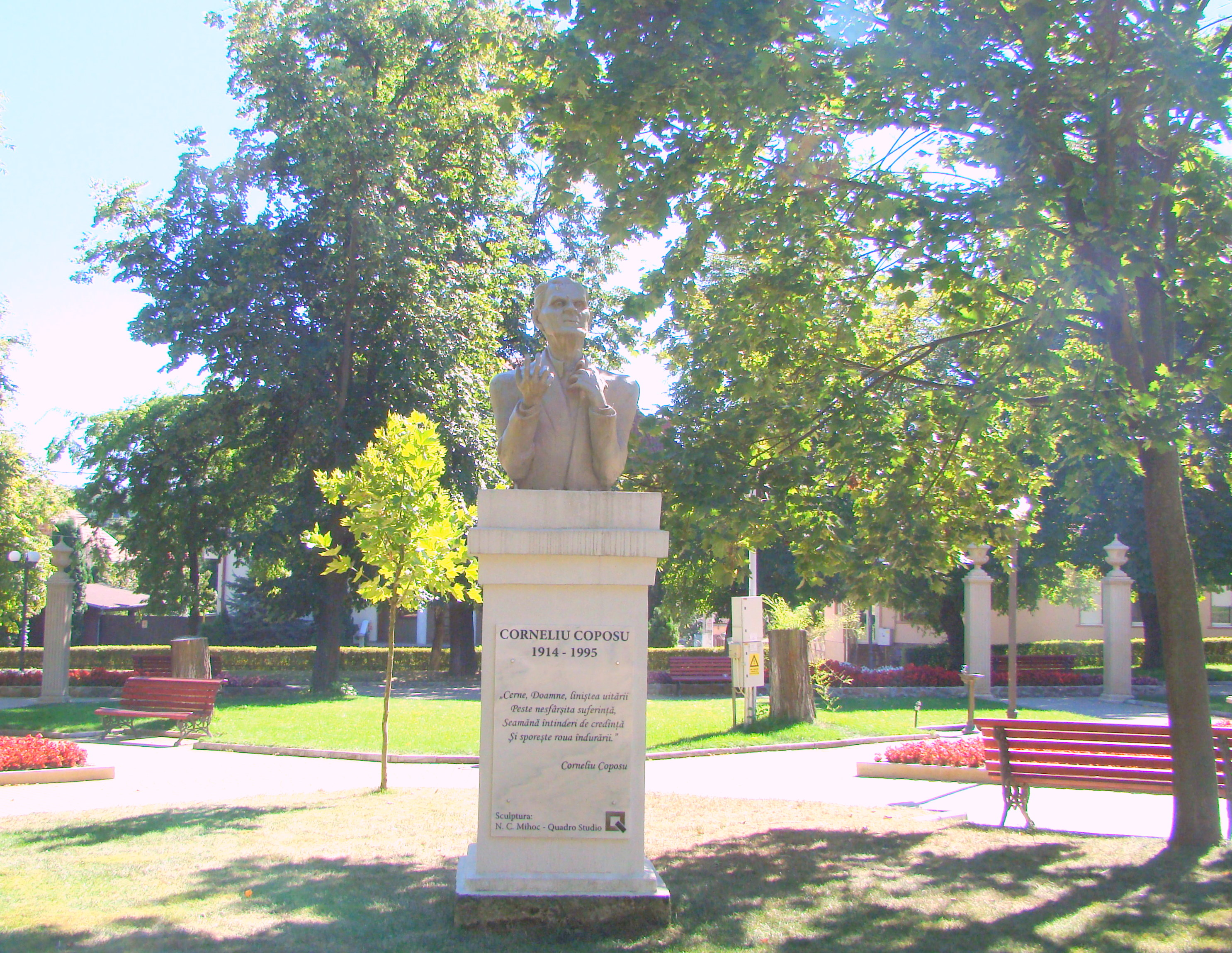
Bustul lui Corneliu Coposu
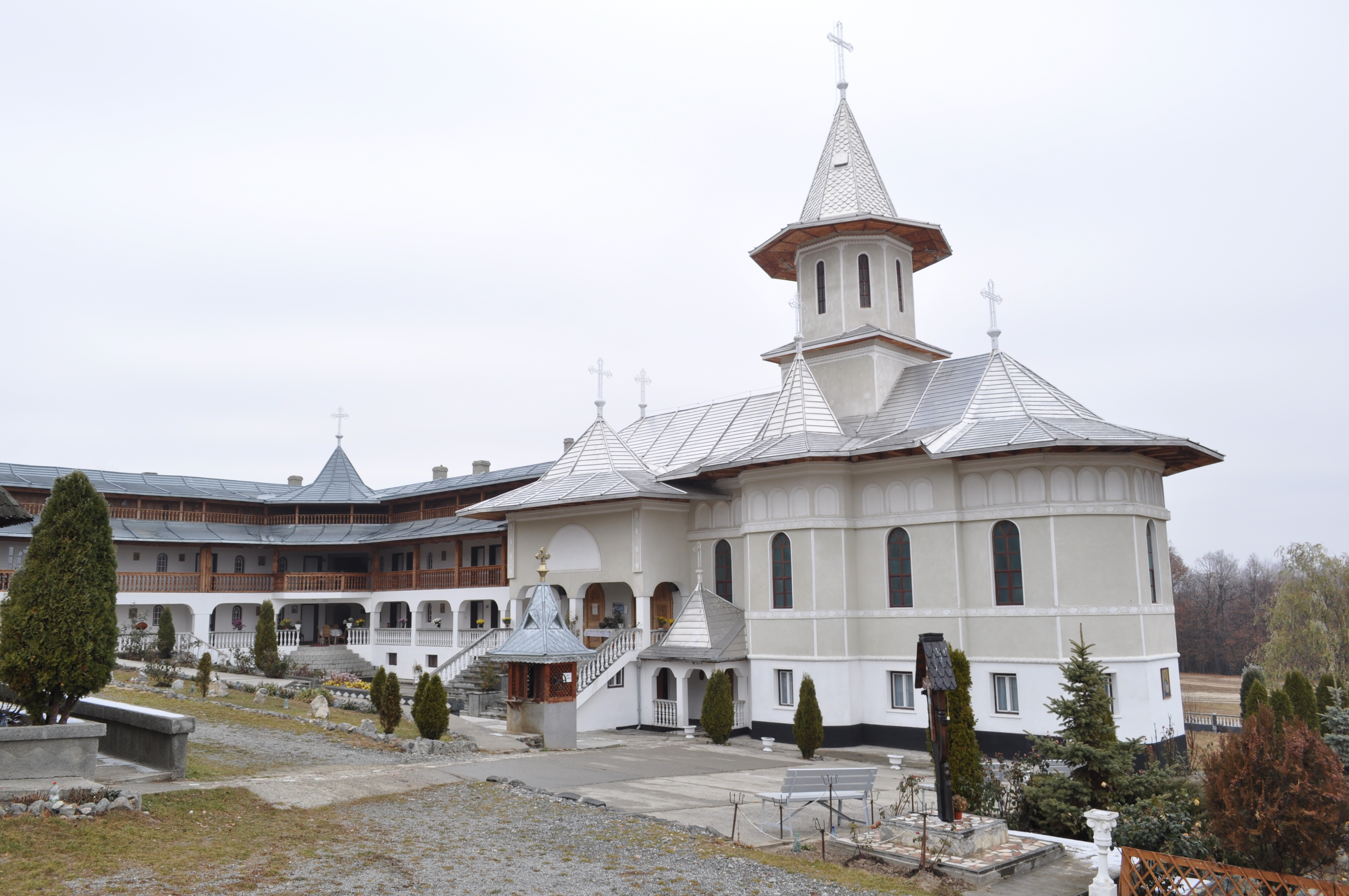
Mănăstirea Bic
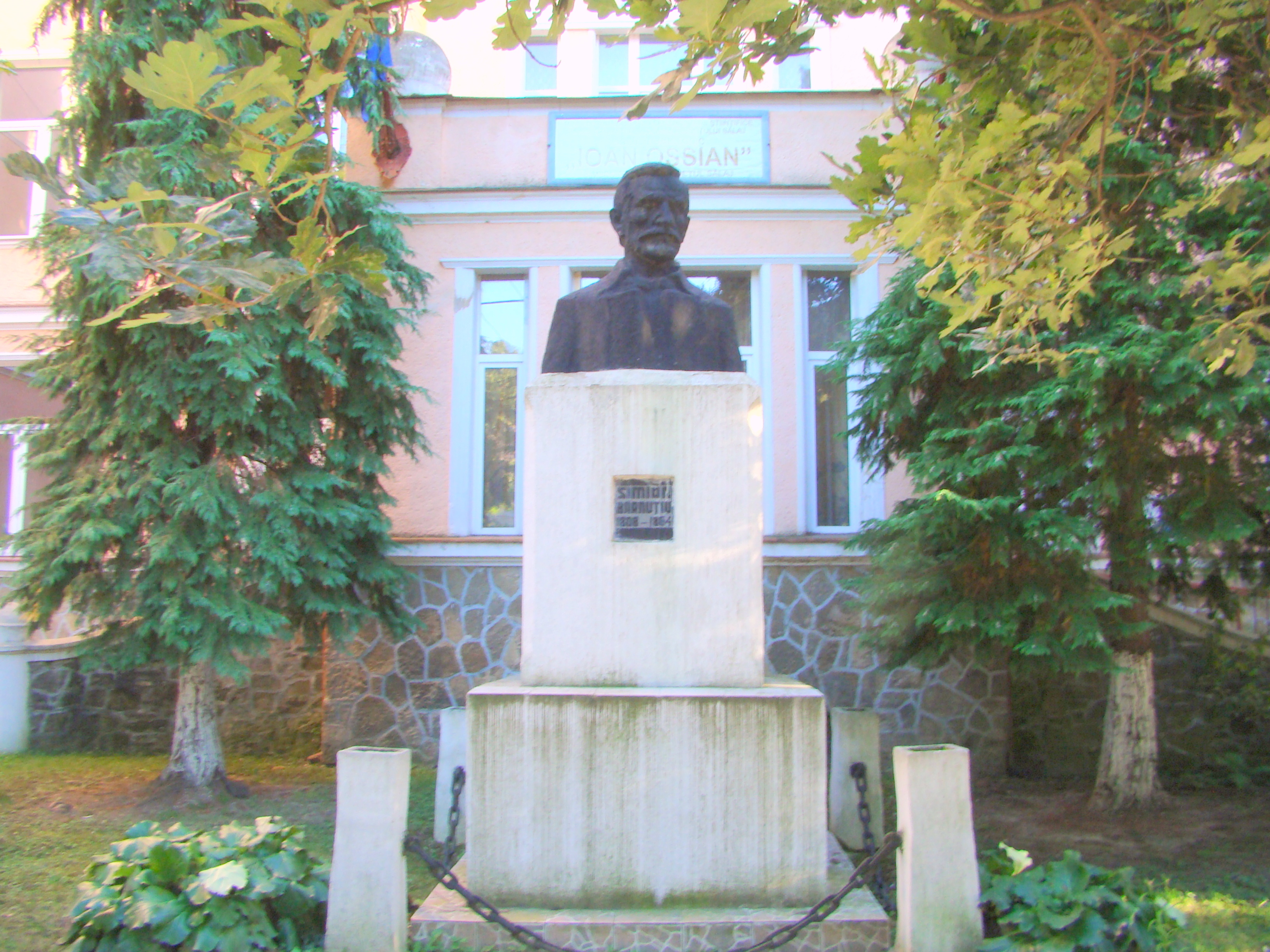
Bustul lui Simion Bărnuțiu (monument istoric)
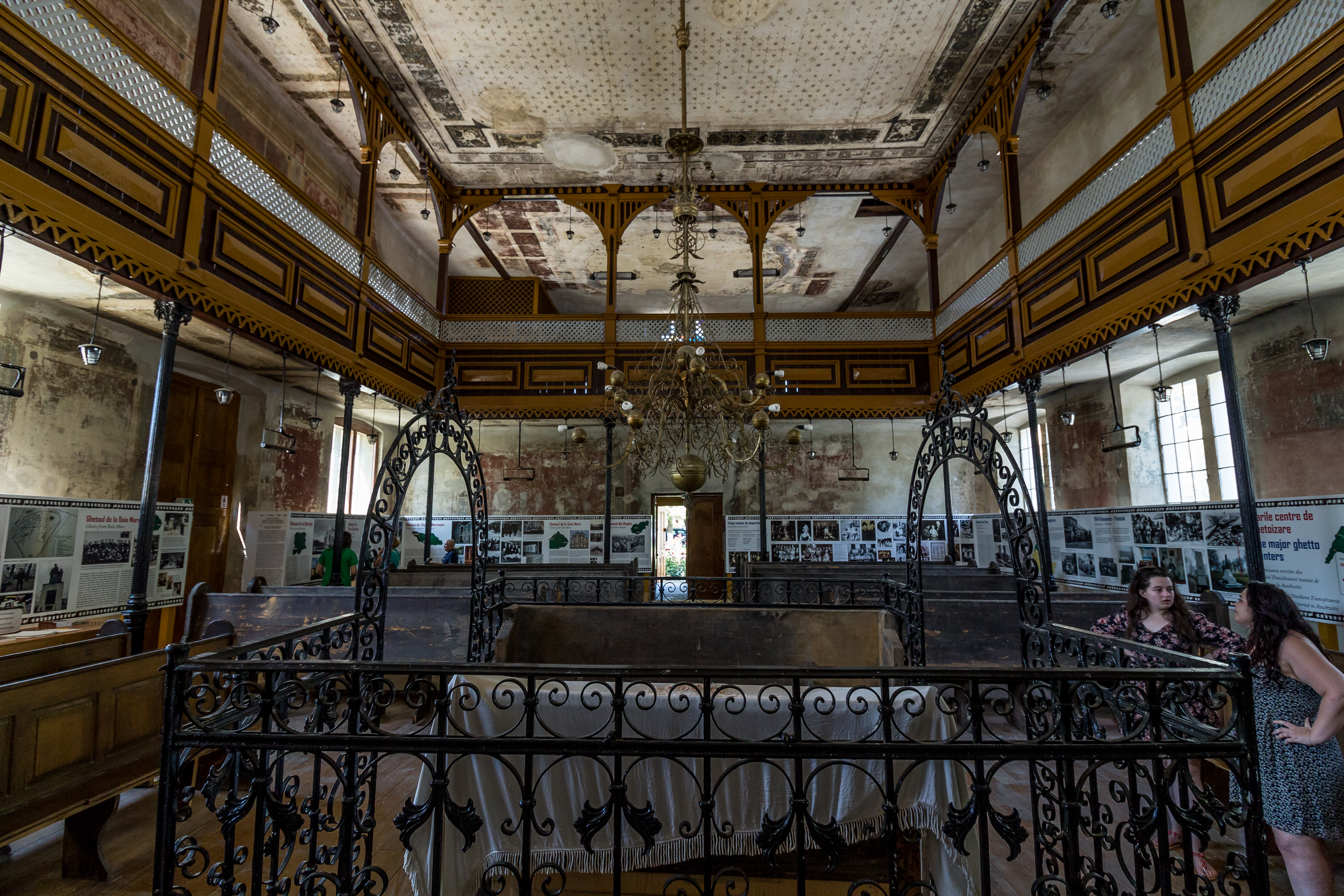
Sinagoga din Șimleu Silvaniei (monument istoric)
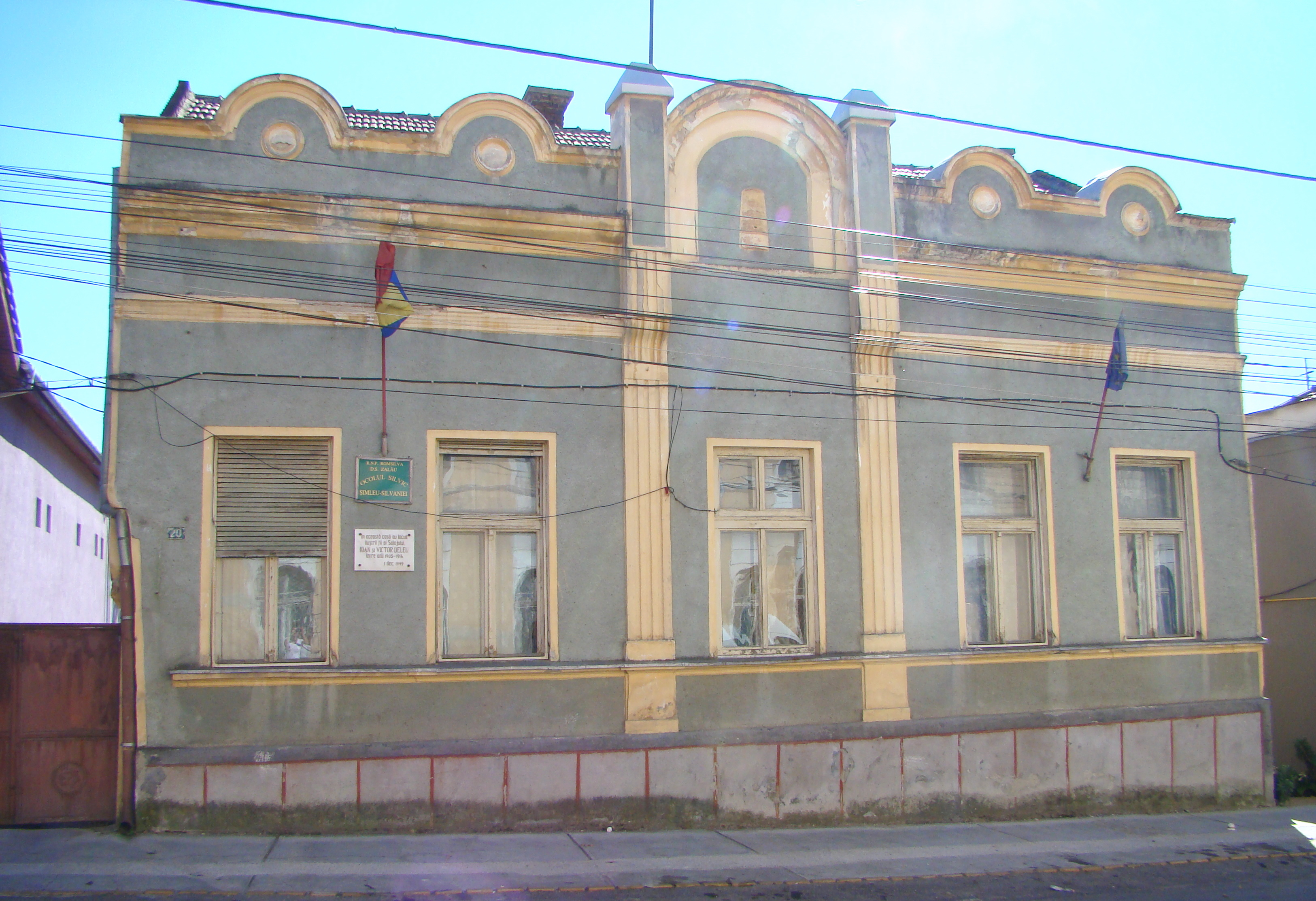
Ocolul silvic și placă comemorativă
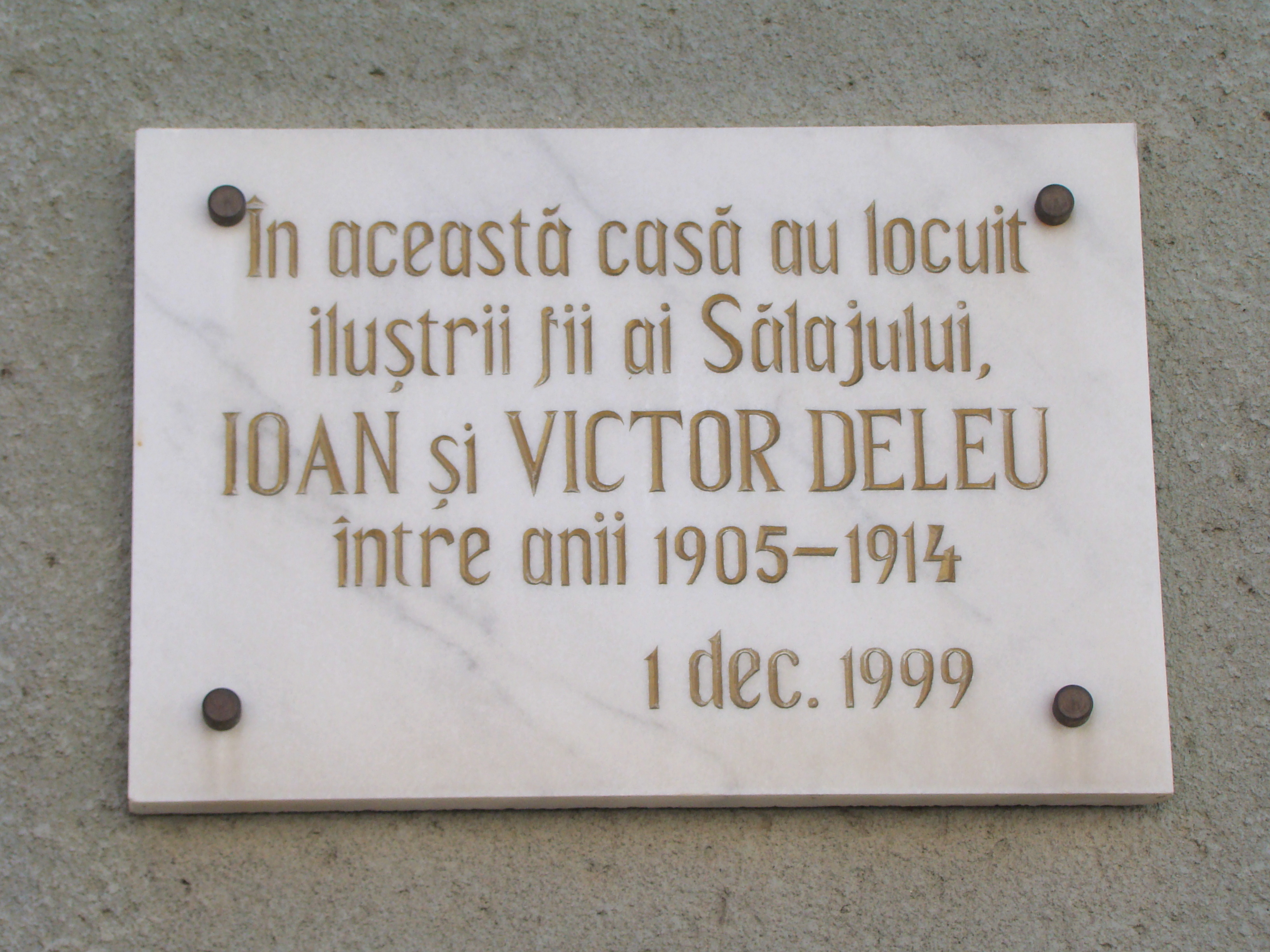
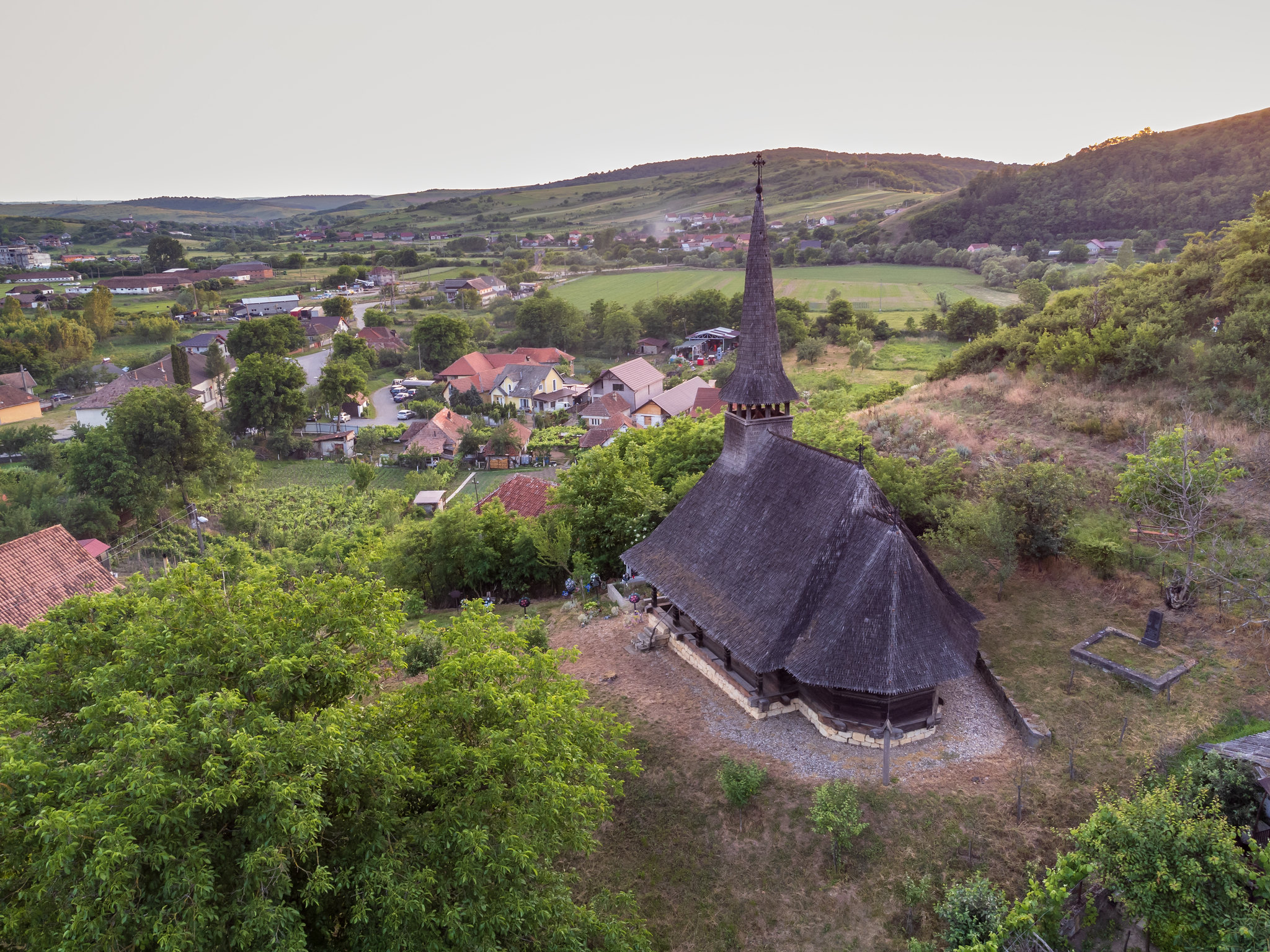
Cehei